# Школа № 1524
Школа № 1524 (ранее лицей № 1524) — государственное бюджетное образовательное учреждение города Москвы. Расположен в районе Печатники Юго-Восточного административного округа.

## История
Годом основания лицея считается 1988-й. Тогда в московской школе № 483 появились лицейские классы, открытые совместно с Московским автомеханическим институтом с целью подготовки кадров для автомобильной промышленности. Первый выпуск лицеистов состоялся в 1991 году. В том же году школа получила своё нынешнее название — лицей № 1524.
В 1995 году в лицее № 1524 был создан ансамбль танца «Улыбка». В 2011 году лицей перешёл на безналичную оплату школьного питания.
В 2010 году началось строительство нового здания лицея, рассчитанного на 550 мест. Изначально его планировали сдать в третьем квартале 2011 года, но по вине подрядчика сроки пришлось сдвинуть. Новое здание лицея приняло первых учеников 1 сентября 2012 года. Перед открытием его посетил мэр Москвы Сергей Собянин. В новом здании лицея были установлены двухплатформенные компьютеры, сканеры, принтеры, мониторы, медиатека, проекционные системы, интерактивные доски.
В 2012 году в результате реорганизации к лицею были присоединены 2 школы и 5 детских садов.
В январе 2016 года лицей № 1524 стал основной площадкой для фестиваля «Наши общие возможности — наши общие результаты».

## Образование
Лицей № 1524 является базовым учреждением городской инновационной площадки «Обеспечение непрерывного образования, эффективной социализации и достойного трудоустройства лицам с ограниченными возможностями здоровья на основе современных дистанционных технологий обучения». В лицее реализуется программа развития компьютерной одарённости у детей.

## Положение в рейтингах
Лицей № 1524 регулярно входит в рейтинги лучших школ Москвы, составленные Департаментом образования по результатам образовательной деятельности:
| Год   | 2011 | 2012 | 2013 | 2014 | 2015 | 2016 |
| ----- | ---- | ---- | ---- | ---- | ---- | ---- |
| Место | —    | 184  | 49   | 55   | 132  | 99   |